# Filmografie 50 Centa

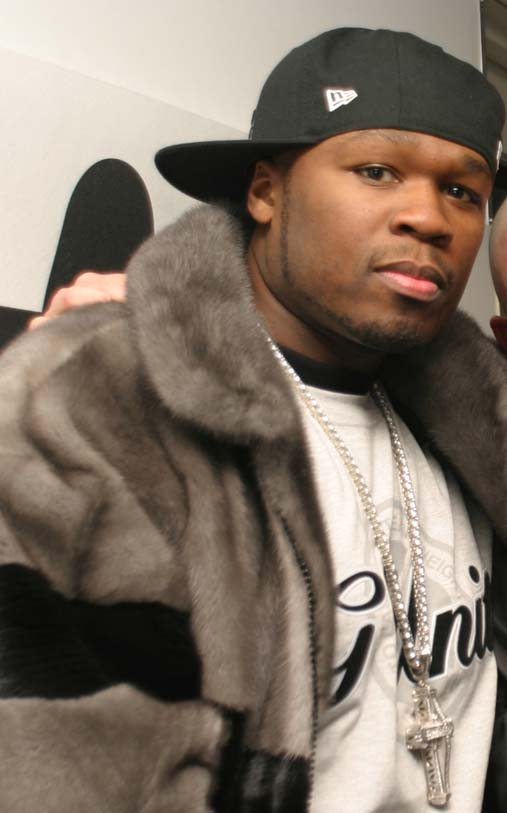
Americký rapper 50 Cent.

Toto je filmografie amerického herce, režiséra, scenáristy a rappera Curtise "50 Cent" Jacksona.

## Filmy
| Rok  | Název                                            | Role               | Žánr                     | Rozpočet    | Tržby                                 |
| ---- | ------------------------------------------------ | ------------------ | ------------------------ | ----------- | ------------------------------------- |
| 2003 | 50 Cent: The New Breed                           | Sám sebe           | Dokument                 | —           | —                                     |
| 2005 | Get Rich or Die Tryin' / (Zbohatni nebo chcípni) | Marcus Green       | Drama (Debut)            | $40 000 000 | $46 440 000 (kina) $9 900 000 (DVD)   |
| 2006 | Home of the Brave / (Země zatracených)           | Jamal Aiken        | Válečný / Drama          | $12 000 000 | $34 000 000 (kina) $4 700 000 (DVD)   |
| 2008 | Righteous Kill / (Oprávněná vražda)              | Spider             | Thriller                 | $60 000 000 | $78 400 000 (kina) $16 500 000 (DVD)  |
| 2009 | Before I Self Destruct                           | Clarence           | Drama                    | —           | —                                     |
| 2009 | Streets of Blood / (Krvavé ulice)                | Stan Green         | Akční / drama            | —           | —                                     |
| 2009 | Dead Man Running                                 | Thigo              | Krimi                    | $1 000 000  | $— (DVD)                              |
| 2010 | Caught in the Crossfire                          | Tino               | Krimi                    | $1 000 000  | $— (DVD)                              |
| 2010 | 13                                               | Jimmy              | Thriller                 | $—          | $3 300 000 (kina)                     |
| 2010 | Twelve                                           | Lionel             | Drama / Thriller         | $5 000 000  | $2 500 000 (kina)                     |
| 2010 | Gun / (Silný kalibr)                             | Rich               | Akční / Thriller         | $10 000 000 | $— (DVD)                              |
| 2010 | Morning Glory / (Hezké vstávání)                 | Sám sebe           | Komedie                  | $40 000 000 | $60 040 000 (kina) $8 106 143 (DVD)   |
| 2011 | Blood Out / (Krvavá odpalata)                    | Hardwick           | Akční                    | —           | —                                     |
| 2011 | Setup / (Podraz)                                 | Sonny              | Akční / Krimi            | $20 000 000 | $1 099 663 (DVD)                      |
| 2012 | All Things Fall Apart / (Nezvratná diagnóza)     | Deon               | Drama / Sportovní        | $7 000 000  | —                                     |
| 2012 | Freelancers                                      | Malo               | Akční / Krimi / Drama    | $20 000 000 | —                                     |
| 2012 | Fire with Fire                                   | Emilio             | Akční / Krimi / Thriller | $20 000 000 | $2 319 494 (DVD)                      |
| 2013 | Escape Plan / (Plán útěku)                       | Hush               | Akční, Thriller          | $50 000 000 | $137 328 301 (kina) $13 765 624 (DVD) |
| 2013 | The Frozen Ground / (Zmrzlá zem)                 | Pimp Clate Johnson | Krimi                    | $19 200 000 | $43 000 (kina) $2 807 324 (DVD)       |
| 2013 | Last Vegas / (Frajeři ve Vegas)                  | Sám sebe (cameo)   | Komedie                  | $28 000 000 | $134 402 450 (kina) $13 051 275 (DVD) |
| 2014 | Vengeance (Jack's Law)                           | Black              | Nevydáno                 | —           | —                                     |
| 2014 | The Prince                                       | The Pharmacy       | Akční, thriller          | $18 000 000 | $1 697 498 (DVD)                      |
| 2015 | Spy / (Špión)                                    | Sám sebe (cameo)   | Akční, komedie           | $65 000 000 | $235 600 000 (kina) $18 146 433 (DVD) |
| 2015 | Southpaw / (Bojovník)                            | Jordan Mains       | Sportovní, drama         | $30 000 000 | $91 607 011 (kina) $8 700 000 (DVD)   |
| 2018 | Den of Thieves / (Dokonalá loupež)               | Enson Levoux       | Akční, krimi, drama      | $30 000 000 | $80 500 000 (kina) $6 800 000 (DVD)   |
| 2018 | Escape Plan 2: Hades / (Plán útěku 2)            | Hush               | Akční, thriller          | $20 000 000 | $16 600 000 (kina) $4 200 000 (DVD)   |
| 2019 | Escape Plan: The Extractors / (Plán útěku 3)     | Hush               | Akční, thriller          | $3 600 000  | $1 800 000 (kina) $2 900 000 (DVD)    |

## Seriály
| Rok       | Název      | Role            | Poznámky              |
| --------- | ---------- | --------------- | --------------------- |
| 2009      | Entourage  | Sám sebe        | TV seriál (1 epizoda) |
| 2012      | The Finder | Big Glade       | TV seriál (1 epizoda) |
| 2014–2018 | Power      | Kanan Stark     | TV seriál (41 epizod) |
| 2020–...  | For Life   | Cassius Dawkins | TV seriál (5 epizod)  |

V letech 2013 a 2014 produkoval reality show Dream School. Od roku 2014 produkuje seriál Power pro stanici Starz. V roce 2018 produkoval seriál The Oath a v roce 2020 For Life.

## Hlas
| Rok  | Název                                         | Role            | Poznámky             |
| ---- | --------------------------------------------- | --------------- | -------------------- |
| 2005 | Simpsonovi: 9.16 Uličnický Rap (Pranksta Rap) | Sám sebe        | Animovaný            |
| 2005 | 50 Cent: Bulletproof                          | Sám sebe        | Videohra, pouze hlas |
| 2009 | 50 Cent: Blood on the Sand                    | Sám sebe        | Videohra, pouze hlas |
| 2009 | Call of Duty: Modern Warfare 2                | NAVY Seal voják | Videohra, pouze hlas |

## TV show
V roce 2008 realizoval svou reality show "The Money and The Power" vysílanou na MTV, celá show se točila kolem obchodování a kolem businessu, vítěz soutěže Ryan Mayberry získal $100,000, které do soutěže věnoval sám 50 Cent.

## Režie
| Rok  | Název                             | Typ              | Poznámky                                       |
| ---- | --------------------------------- | ---------------- | ---------------------------------------------- |
| 2008 | Before I Self Destruct            | Film             | Režisérský debut                               |
| 2009 | 50 Cent - Crime Wave              | Hudební minifilm | K písni z alba BISD                            |
| 2009 | 50 Cent - Stretch                 | Hudební minifilm | K písni z alba BISD                            |
| 2010 | Tony Yayo - Obama                 | Hudební klip     | K písni z mixtapu GPG 2: The Remixes (2010)    |
| 2010 | Lloyd Banks - Big Bully           | Hudební klip     | K písni z mixtapu V.5: 80's Baby (2009)        |
| 2010 | Lloyd Banks - On My Way           | Hudební klip     | K písni z mixtapu The Cold Corner (2009)       |
| 2010 | Lloyd Banks - Bomb First          | Hudební klip     | K písni z mixtapu Halloween Havoc (2009)       |
| 2010 | Lloyd Banks - Needs to be the One | Hudební klip     | K písni z mixtapu Halloween Havoc (2009)       |
| 2010 | Lloyd Banks - I Get Around        | Hudební klip     | K písni z mixtapu 4-30-09 (2009)               |
| 2014 | G-Unit - Changes                  | Hudební klip     | K písni z EP The Beauty of Independence (2014) |